# 天見温泉
天見温泉（あまみおんせん）は、大阪府河内長野市にある山あいの温泉。奥河内の観光地の一つ。辰野金吾作品を移築した旅館施設「南天苑」がある。

## 泉質
- 単純放射能泉
  - 源泉温度 20℃
  - ラドン含有量 110x10-10Ci/kg (30.2マッヘ/kg)

## 温泉地
紀見峠より北方約1kmの天見駅よりすぐの場所に位置する。

## 歴史
紀見峠は古くより高野山参拝に用いられ、庶民や貴族を初め、多くの往来があった。そのため、南北朝時代に近郷の流谷八幡神社の宮司が病弱に苦しむ人のために湯治場を開くと、大いにもてはやされた。この功績から高野山から寺領を寄進され、流谷神社は神仏習合し、流谷極楽寺が建立された。それゆえ、参拝客らは極楽寺を参拝してから高野山に参ることが慣習化し、そのことから極楽温泉などと呼ばれるまでに隆盛を極めたが、後の寛延3年に神社が焼失、極楽寺にあった極楽湯室も類焼し、全てが灰燼に帰した。爾後の再建は叶わず、そのまま廃湯となり、遺址だけが往事を偲ばせるものとなった。なお、天見とは神社のあった地名、天見村に因む。

### 温泉の再興
1935年（昭和10年）になって当時の天見温泉の見取り図が発見されたことで、地元では天見温泉再興の気運が高まった。
室戸台風で倒壊した堺市の『大浜潮湯』別館（家族湯）を、阪堺電気軌道（当時は南海電鉄）から譲り受けて天見に移築、大阪市阿倍野の料亭「松虫花壇」の別館として開業し、当時は料理旅館として使用していた。第二次世界大戦を経て、1949年（昭和24年）には温泉旅館「南天苑」として開業した。
南天苑本館の建物は数寄屋風入母屋造木造2階建の大規模なもので、和風をベースにしながら洋風モダンな意匠を取り入れた当時の貴重な建築様式を残している。3000坪に及ぶ広大な敷地には日本庭園が設えられている。
2002年（平成14年）9月に、この建物が辰野片岡建築事務所（東京駅などを手掛けた辰野金吾の大阪事務所）設計による建造物だったことが明治建築研究会の調査によって裏付けられ、2003年7月1日に、国の登録有形文化財に登録された。

## アクセス
- 電車：南海高野線天見駅より徒歩
- 車：西名阪自動車道藤井寺ICより国道170号（大阪外環状線）および国道371号経由で約40分